# Мактум ибн Рашид Аль Мактум (стадион)
Мактум ибн Рашид Аль Мактум (также известный как Аль-Шабаб) — стадион, расположенный в Аль-Рашид Роуд, Дубай, Объединенные Арабские Эмираты.

## Общая информация
Стадион вмещал до 18 000 мест и был оснащён легкоатлетическими дорожками.
Владелец стадиона и нынешний президент - шейх Мактум Бин Рашид Аль Мактум, который построил стадион в 1994 году для проведения матчей Азиатского кубка 1996 года в Объединенных Арабских Эмиратах.

## Спортивные турниры
Стадион является одной из арен, принимавших матчи Чемпионата мира по футболу 2003 года среди игроков не старше 20 лет, где встречались лучшие 20 команд из 20 стран мира.
В 2007 году стадион принял товарищеский матч между сборными Германии и Объединенных Арабских Эмиратов. Матч закончился победой Германии со счетом 3:0. Именно на этом матче был установлен рекорд посещаемости стадиона — 17 000 человек.
В 2007 и 2008 годах на стадионе состоялись два дружеских футбольных турнира среди клубов на Кубок Дубая, которые выиграли португальская «Бенфика» и итальянский «Интер» соответственно.
В январе 2019 года стадион принял матчи Кубка Азии по футболу 2019 года. Предполагаемая вместимость стадиона на этом соревнование составила 12 000 зрителей.